# Лубке, Ирно
Ирно Лубке (порт.-браз. Irno Lubke; 23 декабря 1934, Энкантаду, Риу-Гранди-ду-Сул — 23 мая 1969, Каразинью, Риу-Гранди-ду-Сул) или Ирно Любке (порт.-браз. Irno Lübke), в некоторых источниках Ирно Лубка (порт.-браз. Irno Lubka) — бразильский футболист, вратарь.

## Карьера
Ирно Лубке начал карьеру в клубе «Насьонал» из Порту-Алегри. Оттуда он перешёл в команду «Ветерано». В 1958 году Лубке стал игроком «Крузейро». Годом позже футболист выиграл с командой чемпионат штата Риу-Гранди-ду-Сул. В 1960 году голкипер стал игроком «Сантоса». В её составе он одержал победу в чемпионате штата Сан-Паулу. В некоторых источниках написано, что Ирно выиграл чемпионат штата в 1961 году и отпраздновал победу в розыгрыше Чаши Бразилии. Однако на момент старта обоих турниров Лубке уже являлся игроком другой команды.
30 июля 1961 года Лубке дебютировал в составе клуба «Гремио» в матче с «Риогранденсе» (2:2). В 1962 году футболист отпраздновал победу в розыгрыше чемпионата штата. 13 марта 1963 года Ирно провёл последний матч за «Гремио», в котором клуб проиграл «Пеньяролю» со счётом 4:5. Всего в составе команды Лубке сыграл в 45 встречах, 23 из которых носили официальный статус. Завершил карьеру голкипер в «Пелотасе», за который выступал два сезона. И даже выиграл титул сильнейшей команды города в 1965 году.

## Международная статистика
| Матчи Ирно Лубке за сборную Бразилии | Матчи Ирно Лубке за сборную Бразилии | Матчи Ирно Лубке за сборную Бразилии | Матчи Ирно Лубке за сборную Бразилии | Матчи Ирно Лубке за сборную Бразилии | Матчи Ирно Лубке за сборную Бразилии | Матчи Ирно Лубке за сборную Бразилии |
| ------------------------------------ | ------------------------------------ | ------------------------------------ | ------------------------------------ | ------------------------------------ | ------------------------------------ | ------------------------------------ |
| №                                    | Дата                                 | Место проведения                     | Оппонент                             | Счёт                                 | Голы                                 | Турнир                               |
| 1                                    | 6 марта 1960                         | Сан-Хосе                             | Мексика                              | 2:2                                  | −2                                   | Панамериканский чемпионат            |
| 2                                    | 10 марта 1960                        | Сан-Хосе                             | Коста-Рика                           | 0:3                                  | −3                                   | Панамериканский чемпионат            |
| 3                                    | 13 марта 1960                        | Сан-Хосе                             | Аргентина                            | 1:2                                  | −2                                   | Панамериканский чемпионат            |

## Достижения
- Чемпион штата Риу-Гранди-ду-Сул: 1959, 1962
- Чемпион штата Сан-Паулу: 1960